# Episodi di Soko 5113 (ventisettesima stagione)
La ventisettesima stagione della serie televisiva Soko 5113 è stata trasmessa in anteprima in Germania dalla ZDF tra il 1º febbraio 2005 e il 27 marzo 2005.
| nº | Titolo originale      | Titolo italiano | Prima TV Germania | Prima TV Italia |
| -- | --------------------- | --------------- | ----------------- | --------------- |
| 1  | Inas Rückkehr         |                 | 1º febbraio 2005  |                 |
| 2  | Ein ordentliches Haus |                 | 8 febbraio 2005   |                 |
| 3  | Sicher ist Sicher     |                 | 15 febbraio 2005  |                 |
| 4  | Street Art            |                 | 22 febbraio 2005  |                 |
| 5  | Tod eines Diebes      |                 | 1º marzo 2005     |                 |
| 6  | Drei Brüder           |                 | 8 marzo 2005      |                 |
| 7  | Stille Wasser         |                 | 15 marzo 2005     |                 |
| 8  | Höhenflug             |                 | 22 marzo 2005     |                 |
| 9  | Ein Engel stirbt      |                 | 27 marzo 2005     |                 |